# Tim DeBoom
Tim DeBoom (Cedar Rapids, 4 de novembro de 1970) é um triatleta profissional estadunidense. bicampeão do Ironman Hawaii.
Ele possui duas participações em Pan 1995 e 1999, porém nenhuma olímpica.